# Месснер, Евгений Иосифович
Евгений Иосифович (Осипович) Месснер (20 июля 1897, Москва — 1 декабря 1967, там же) — российский советский композитор и музыкальный педагог, преподаватель Музыкального училища имени Гнесиных и Московской государственной консерватории им. П. И. Чайковского.

## Биография
Родился 20 июля 1897 года в Москве. Обучался музыке с детских лет. Игре на фортепиано, теории музыки и гармонии он обучался у скрипача М. И. Пресса и пианиста и композитора Вл. П. Беляева. В 1917 году окончил гимназию и поступил на филологическое отделение исторического факультета Московского университета, где проучился два года. В 1919—1922 годах служил писарем в Красной армии. В 1922—1923 работал иллюстратором в кинотеатре. С 1923 по 1926 год учился в музыкальном техникуме имени Гнесиных, где его преподавателями были М. Ф. Гнесин и Р. М. Глиэр. В 1930 окончил Московскую консерваторию по классу композиции Н. Я. Мясковского. В 1932—1944 годах преподавал в Музыкальном училище имени Гнесиных. В 1934—1938 и 1944—1957 годах преподавал в Московской консерватории. С 1948 года — преподаватель Центральной музыкальной школы. С 1951 года — доцент Московской консерватории. В классе Евгения Месснера учились А. А. Балтин, Н. Н. Сидельников, Т. Олах (Румыния), У. Дзучан (КНР), С. Гончиксумла (Монголия), Син До Сон, Хун Су Пхе (КНДР), Г. А. Вавилов и другие композиторы.
В творческой деятельности Евгения Месснера главное место занимают симфонические, камерные вокальные и инструментальные произведения. Ряд его произведений создан с использованием фольклора различных народов.
Евгений Месснер умер в Москве 1 декабря 1967 года.

## Сочинения
- Месснер Е. Основы композиции. — М.: Музыка, 1968. — 503 с.